# .30-06 Springfield
Le .30-06 Springfield, ou 7,62 x 63 mm en appellation métrique, est une cartouche de fusil introduite par l'armée américaine en 1906 pour remplacer la .30-03 Springfield dans le fusil M1903. Dans la désignation de la cartouche, le ".30" fait référence au diamètre du projectile exprimé en pouces (soit 7,62 mm) et "06" fait référence à 1906, l'année d'adoption de la cartouche.
Cartouche standard de l’armée américaine pendant cinq décennies, elle s’est très largement diffusée dans les armées du monde entier utilisant le matériel provenant des États-Unis, comme le M1917 Enfield, le M1 Garand, le fusil-mitrailleur BAR ou encore la mitrailleuse M1919. Elle est progressivement remplacée à partir de 1954 dans le domaine militaire par la 7,62 × 51 mm OTAN, mais reste très populaire sur le marché civil comme cartouche de chasse au gros gibier.

## Désignation
La désignation d’origine de cette cartouche est .30-06 Springfield. Elle est également parfois appelée .30-06 U.S.A ou .30 Browning, ainsi que .30 M2 sous l’influence de la désignation du modèle militaire le plus courant. La désignation métrique correspondante, souvent utilisée en Europe, est 7,62 × 63 mm.

## Historique
En 1901, Springfield met au point la cartouche .30-03 Springfield pour le nouveau fusil Springfield M1903 en cours de développement. Celle-ci est inspirée de la .30-40 Krag, mais sans bourrelet, celui-ci gênant le rechargement par lame-chargeur. Toutefois, cette cartouche, qui utilise une balle arrondie, est déjà obsolète dès sa sortie, les performances balistiques de ce type de balle étant inférieures à celles des balles spitzer et à queue de bateau développées en France et en Allemagne à la fin du XIXe siècle.
Les travaux sur la conception d’une nouvelle cartouche pour le M1903 débutent en 1904. Une expérimentation est d’abord menée avec une balle spitzer à base plate de 150 grains (9,72 g). Celle-ci pose néanmoins deux problèmes : elle nécessite de rechambrer deux cent mille fusils, ce que l’armée considère toutefois faisable, et surtout sa poudre à base de nitroglycérine use rapidement le canon, inconvénient résolu par la mise au point en 1906 par DuPont de la Pyro, une poudre plus performante et moins agressive. En octobre 1906, la .30-06 remplace la .30-03 dans l’armée américaine sous la désignation « Cartridge, Ball, Caliber .30, Model of 1906 ». Sur le marché civil, la première arme à utiliser cette cartouche est une variante de la Winchester Modèle 1895 et elle se diffuse rapidement à partir de 1908.
Pendant la Première Guerre mondiale, la .30-06 est utilisée dans les fusils M1903 ainsi qu’avec les mitrailleuses M1917. Toutefois les mitrailleurs se plaignent de la portée insuffisante de la balle, ce qui entraîne de nouvelles recherches au cours des années 1920. Ceux-ci aboutissent en 1925 à la M1, qui utilise une balle spitzer à queue de bateau de 172 grains (11,15 g) et dont la portée efficace est de 5 400 m, contre 3 100 m pour la M1906. Cependant, les Américains font dix ans plus tard le constat inverse, à savoir que la portée de la M1 est trop importante pour la plupart des usages et notamment lors des entraînements dans les stands de tir. Il en résulte l’adoption le 9 novembre 1939 de la M2, dont les performances sont similaires à celles de la M1906. De nombreuses cartouches spécialisées, à balle perforante, à blanc, etc., sont également développées entre 1906 et 1940.
La .30-06 s’est diffusé pendant et après la Seconde Guerre mondiale en même temps que le matériel américain. Au total elle a été produite dans une quarantaine de pays, principalement avec une balle identique ou proche de la M2 américaine.

## Description
L’étui de la .30-06 Springfield est en forme de bouteille, sans bourrelet et la plupart du temps en laiton, bien qu’il existe quelques modèles dont l’étui est en acier. Les cartouches produites aux États-Unis utilisent toutes des amorces de type Boxer, tandis que celles de type Berdan sont plus courantes dans le reste du monde. La cartouche complète mesure 84,5 mm de long, dont 63,2 mm pour l’étui. Celui a un diamètre de 12 mm à la base et de 11,8 mm aux épaules, tandis que la balle à un diamètre de 7,8 mm.

## Modèles militaires

### États-Unis

#### Balles chemisées
- Cartridge, Ball, Caliber .30, Model of 1906 : cartouche à balle chemisée spitzer à base plate de 150 grains (9,72 g) en usage de 1906 à 1925. La portée efficace est d’environ 3 100 m[3] ;
- Cartridge, Ball, Cal. .30, M1 : cartouche à balle chemisée spitzer à queue de bateau de 172 grains (11,15 g), en usage de 1925 à la fin des années 1930. La portée efficace est de 5 400 m et la vitesse initiale de 823 m/s sur le M1903. Reconnaissable à la couleur dorée de la chemise[3] ;
- Cartridge, Ball, Cal. .30, M2 : cartouche à balle chemisée spitzer à base plate de 150 grains (9,72 g), utilisée à partir de 1937. La portée efficace est de 3 200 m et la vitesse initiale de 855 m/s sur le M1903[3] ;
- Guard, M1906 : destinée aux sentinelles des installations militaires, cette cartouche est semblable à la M1906 standard, mais avec charge de poudre est plus légère afin de réduire la portée et la puissance de la balle et limiter ainsi le risque de dommage collatéral[3].

#### Balles perforantes, traçantes et incendiaires
- Armor-Piercing, M1917 : cartouche à balle perforante avec un cœur en acier et une chemise, par-dessus laquelle se trouve une couche de plomb au sommet. Celle-ci s’aplatissant lors de l’impact, les Allemands protestent contre son usage pendant la Première Guerre mondiale, arguant que cela en fait une balle expansive interdite par la convention de la Haye[6] ;
- Armor-Piercing, M1918 : presque identique à la M1917, mais sans le sommet en plomb afin de ne pas tomber dans le champ de la convention de la Haye[6] ;
- Armor-Piercing, M1922 : cartouche à balle perforante utilisée de 1922 à 1934. Elle peut traverser 6 mm d’acier à 450 m[6] ;
- Armor-Piercing, M1 : cartouche à balle perforante utilisée de 1934 à 1938, avec une version améliorée, la M1A1, en usage de 1938 à 1939. Elle peut traverser 13 mm d’acier à 180 m. Les nombreux problèmes de qualité de production ont entraîné sa disparition prématurée[6] ;
- Armor-Piercing, M2 : cartouche à balle perforante utilisée à partir de 1939. Très similaire à la M1922[6] ;
- Incendiary, M1917 : cartouche à balle incendiaire basée sur la cartouche britannique Buckingham. Le sommet de la balle contient du phosphore jaune qui est mis à feu lors du tir et brûle sur environ 320 m. Le sommet est plat afin de favoriser la dispersion de la substance lors de l’impact, mais cela affecte négativement sa portée[6] ;
- Incendiary, M1918 : semblable à la M1917, mais avec une balle spitzer ayant de meilleures performances balistiques[6] ;
- Incendiary, M1 : cartouche à balle incendiaire introduite en 1941. Davantage utilisée par l’aviation que par l’infanterie[6] ;
- Tracer, M1917 : cartouche à balle traçante, contenant une mixture traçante blanche à base de magnésium et de barium, qui brûle sur environ 640 m[6] ;
- Tracer, M1923 : cartouche à balle traçante contenant une mixture traçante rouge, qui brûle sur environ 777 m[6] ;
- Tracer, M1924 : cartouche à balle traçante presque identique à la M1923, mais dont la mixture traçante peut être rouge ou verte[6] ;
- Tracer, M1 : cartouche à balle traçante introduite en juillet 1926. Elle contient une mixture traçante rouge, qui brûle sur environ 1 200 m sur les exemplaires de début de production et 685 m sur ceux produits plus tard[6].

#### Balles à blanc et inertes
- Blank, M1906 : cartouche à blanc[3] ;
- Blank, M1909 : cartouche à blanc[3] ;
- Dummy : cartouche totalement inerte utilisée pour l’entraînement à la manipulation et au rechargement de l’arme[3] ;
- Cartridge, Rifle Grenade, M3 : cartouche à blanc utilisée avec le lance-grenade M1 pour tirer des grenades à fusil[7].

## Modèles civils
Outre les modèles militaires commercialisés sur le marché civil, il existe également un très grand nombre de modèles civils utilisant des charges et des balles différentes, seuls l’étui étant commun à toutes ces munitions. De manière générale, les cartouches destinées au petit gibier utilisent ainsi des balles à tête creuse pesant entre 100 grains (6,48 g) et 130 grains (8,42 g). Celles-ci ont une vitesse initiale élevée, souvent supérieure à 900 m/s, ce qui entraîne une expansion très rapide du projectile lors de l’impact. Les cartouches destinées au moyen gibier utilisent des balles plus lourdes pesant entre 150 grains (9,72 g) et 165 grains (10,69 g), tandis que pour le gros gibier, les balles pèsent entre 180 grains (11,66 g) et 220 grains (14,26 g). Ces dernières sont essentiellement utilisées contre le gros gibier d’Afrique, pour lequel il existe aussi des cartouches artisanales utilisant des balles de 250 grains (16,20 g). En ce qui concerne les quantités commercialisées, les cartouches à balle de 180 grains, sont les plus courantes, car les plus polyvalentes.